# 김창섭
김창섭(金昌燮, 1946년 1월 2일 ~ 2020년 6월 9일)은 조선민주주의인민공화국의 정치인이다. 국가안전보위부 정치국장으로 있으며, 조선로동당 중앙위원회 정치국 후보위원이다.

## 경력
1946년 평안남도 은산군에서 태어났다. 1963년 7월에 군에 입대하였고, 김일성고급당학교를 졸업했다. 당중앙위원회 지도원과 책임지도원, 부과장을 거쳐 국가안전보위부 부부장과 정치국 부국장을 지냈다. 그리고 2009년 8월부터 국가안전보위부 정치국장으로 있었다.
2010년 9월에 열린 조선로동당 대표회의에서 당중앙위원회 정치국 후보위원에 선임되었다.